# Port lotniczy Elenak
Port lotniczy Elenak (IATA: EAL) – port lotniczy zlokalizowany na atolu Kwajalein (Wyspy Marshalla).